# ميكائيل سيلفيستر
ميكائيل أو (مايكل) سيلفيستر (بالفرنسية: Mikaël Silvestre)‏، من مواليد 9 أغسطس 1977 في شامبرا لا تور [الإنجليزية] في فرنسا، لاعب كرة قدم فرنسي.
لعب لنادي رين الفرنسي ثم انتقل إلى إنتر ميلان في إيطاليا وسطع نجمة في مانتشستر يونايتد حيث لعب معهم 9 مواسم 249 مباراة وسجل 6 اهداف ثم انتقل مؤخرا إلى آرسنال وفي عام 2010 انتقل إلى نادي فيردر بريمن الألماني ·

## روابط خارجية
- ميكائيل سيلفيستر على موقع الاتحاد الدولي (مؤرشف)  (الإنجليزية)
- ميكائيل سيلفيستر على موقع الاتحاد الأوربي (الإنجليزية)
- ميكائيل سيلفيستر على موقع الدوري الأمريكي (الإنجليزية)
- ميكائيل سيلفيستر على موقع قاعدة بيانات كرة القدم.إي يو (الإنجليزية)
- ميكائيل سيلفيستر على موقع ليكيب (الفرنسية)
- ميكائيل سيلفيستر على موقع ناشيونال فوتبول تيمز (الإنجليزية)
- ميكائيل سيلفيستر على موقع Soccerbase.com (لاعب) (الإنجليزية)
- ميكائيل سيلفيستر على موقع Soccerway.com (الإنجليزية)
- ميكائيل سيلفيستر على موقع عالم كرة القدم.نت (الإنجليزية)